# Berlin (группа)
Berlin (с англ. — «Берлин») — американская музыкальная группа, основанная в 1978 году.

## О группе
Группа была создана в Лос-Анджелесе в 1978 году. Стилистика коллектива сочетала нью-вейв семидесятых годов, дэнс-рок и электронную музыку в стиле Kraftwerk.
Группа добилась коммерческого успеха в 1980-х с такими синглами, как «No More Words» и «Take My Breath Away», последний из которых поднялся на первое место американского чарта. Наиболее известными членами коллектива были вокалистка Терри Нанн и бас-гитарист и автор песен Джон Кроуфорд.
В 1987 году группа распалась из-за творческих разногласий. Кроуфорд и Нанн начали многолетнюю судебную тяжбу за право использования названия «Berlin». Нанн начала сольную карьеру, выпустив в 1991 году альбом Moment of Truth. Кроуфорд взял псевдоним John Shreve и создал собственное альт-рок-трио The Big F.
В начале 2000-х годов права на использование названия «Berlin» достались Нанн и она опубликовала несколько альбомов в обновлённом составе, а Кроуфорд завязал с музыкой. Лишь в 2019 году Кроуфорд воссоединился с Нанн, чтобы вместе выпустить восьмой студийный альбом Berlin Transcendance.

## Дискография
- Information (1980)
- Pleasure Victim (1982)
- Love Life (1984)
- Count Three & Pray (1986)
- Voyeur (2002)
- 4Play (2005)
- Animal (2013)
- Transcendance (2019)[3]